# 龙庙镇 (沭阳县)
龙庙镇，是中华人民共和国江苏省宿迁市沭阳县下辖的一个乡镇级行政单位。

## 行政区划
龙庙镇下辖以下地区：
龙庙社区、联合社区、仲湾村、朱庄村、赵庄村、葛巷村、沙堰村、花厅村、兴义村、前岔村、聂湾村、庄塘村和红河村。